# Smokey and the Bandit
Smokey and the Bandit is een Amerikaanse film van Hal Needham die werd uitgebracht in 1977.
De film was het regiedebuut van stuntman-acteur Hal Needham, het script werd door hem geschreven in samenwerking met Robert L. Levy. De muziek werd gecomponeerd door Jerry Reed in samenwerking met Bill Justis.
Deze komische actiefilm werd een groot commercieel succes.

## Hoofdrolspelers
| Acteur         | Personage                 |
| -------------- | ------------------------- |
| Burt Reynolds  | Bandit                    |
| Jerry Reed     | Cledus                    |
| Sally Field    | Carrie                    |
| Jackie Gleason | Sheriff Buford T. Justice |

## Verhaal
De legendarische trucker Bandit wordt door Big en Little Enos uitgedaagd om "even" 400 dozen bier te halen voor een feestje dat georganiseerd wordt door de beide broers, alleen zit er een addertje onder het gras. De broers wonen in Atlanta, Georgia en het bier moet worden gehaald in Texarkana, Texas en dan wordt het gezien als dranksmokkel, maar daar trekt Bandit zich niets van aan. Hij krijgt veel geld om de weddendschap te volbrengen, want hij heeft ook een snelle auto nodig om de politie weg te lokken bij de truck. Hij roept dan zijn vriend Cledus om de truck te besturen en samen gaan ze op weg om het bier te halen. Als ze onderweg zijn, moet Bandit heel veel politie bij de truck weghouden, maar hij krijgt ook hulp van mensen op de weg via het beroemde 27-MC zender om de politie weer bij de truck vandaan te houden, maar hij pikt dan ene Carrie onderweg op in een trouwjurk en dat is iets wat hij nou net niet kon gebruiken. Carrie zou in het huwelijk treden met Junior Justice, de zoon van Buford T. Justice. Buford is in het zuiden een legendarische ordehandhaver en iedereen kent zijn naam. Als zij zich uit de trouwjurk heeft gewurmd en haar gewone kleren heeft aangetrokken, gaan ze verder op weg terug naar Atlanta. De terugtocht gaat gepaard met veel komische momenten en actie waarbij Bandit vooral bezig is om de politie bezig te houden en niet in de buurt van de truck te laten komen, maar in het zicht van de haven lijkt het dan toch mis te gaan en zegt Bandit tegen Cledus: "Sorry, we hebben het geprobeerd, maar we hebben gefaald" en Cledus zegt: "Dan kennen ze mij nog niet, ze zoeken jou en niet mij", hij trapt het gaspedaal in en racet het terrein om toch nog de weddenschap te winnen, waar Buford T. Justice met een zeer gehavende wagen aankomt. Bandit wil hem nog een keer in de zeik nemen en zegt dat hij beneden aan de heuvel staat met een klein mannetje naast hem. Bandit zit in de auto van Big Enos voor de volgende uitdaging om in Chicago chinees te gaan halen, maar kan het niet over zijn hart krijgen en zegt tegen Justice: "Kijk eens over jouw linkerschouder en dan zie je mij", de man kijkt over zijn linkerschouder en ziet Bandit, maar roept door de radio: "We gaan nu even naar Chicago om chinees te halen, we komen zo snel mogelijk terug" en gaat ervandoor met Carrie en Cledus, die hele film vergezeld wordt door zijn hond Fred.